# علی مصطفی‌اف
علی مصطفی‌اف (ترکی آذربایجانی: Alı Mustafayev Mustafa oğlu; ۱۴ آوریل ۱۹۵۲ – ۲۰ نوامبر ۱۹۹۱) قهرمان ملی جمهوری آذربایجان است، که در جنگ قره‌باغ به عنوان خبرنگار برای پوشش اخبار از نقاط داغ جنگ داشت. او دارنده مدال «خبرنگار افتخاری آذربایجان»، عضو «اتحادیه خبرنگاران آذربایجان»، شاعر و خبرنگار تلویزیون بود.

## زندگی‌نامه
علی مصطفی‌اف ۱۴ آوریل ۱۹۵۲، در روستای قزاق‌بیلی شهرستان قزاق در آذربایجان شوروی زاده شد. در سال ۱۹۶۹، آموزش متوسطه خود را در مدرسه روستای «داش‌صلاح‌لی» پشت سر گذاشت. بین سال‌های ۱۹۷۱ تا ۱۹۷۳، خدمت سربازیاش را در ارتش شوروی گذراند.
علی مصطفی‌اف دانش‌آموخته رشته خبرنگاری از دانشگاه دولتی باکو (۱۹۸۱) است. او ابتدا در بخش خبری تلویزیون آذربایجان (شبکه آذتی‌وی) فعالیت داشت. بعد از آغاز جنگ قره‌باغ، علی مصطفی‌اف مأمور تهیه گزارش‌ها از جبهه شد.

## مرگ
علی مصطفی‌اف به همراه ۲۲ تن دیگر از مسافران و خدمه بالگردی که بر فراز آسمان روستای «قره‌کند» شهرستان خواجه‌وند، ار توابع قره‌باغ کوهستانی توسط نیروهای ارمنستان ساطق شد، کشته شد. هیچ‌یک از سرنشینان همان هلیکوپتر نتوانست جان سالم به در ببرد.
علی مصطفی‌اف در خیابان شهدای باکو به خاک سپرده شد.

## خانواده
علی مصطفی‌اف متأهل و دارای سه فرزند بود.

## نشان‌ها
مطابق فرمان شماره ۲۹۴ ریاست جمهوری آذربایجان به تاریخ ۶ نوامبر سال ۱۹۹۲، پس از مرگش از علی مصطفی‌اف با اهدای نشان قهرمان ملی این کشور تقدیر به عمل آمد.

## بزرگداشت
یک مدرسه در شهر باکو، پایتخت جمهوری آذربایجان، وامدار اسم علی مصطفی‌اف است.